# Anna Armatys
Anna Armatys-Borrelli (ur. 13 października 1972 w Tarnowie) – polska wiolonczelistka.

## Życiorys
Edukację muzyczną zaczęła w Państwowej Podstawowej Szkole Muzycznej w Tarnowie, gdzie uczęszczała od siódmego roku życia. Studiowała na Wydziale Instrumentalnym Akademii Muzycznej w Krakowie w klasie wiolonczeli pod kierunkiem Witolda Hermana, którą ukończyła z wyróżnieniem. W czasie studiów trzyletnia stypendystka Ministra Kultury i Sztuki, uczestniczyła w podyplomowych studiach i kursach mistrzowskich, m.in. w Akademii Bachowskiej ze Stuttgartu pod kierownictwem Helmutha Rillinga, Letniej Akademii Muzycznej w Pommersfelden pod kierownictwem Antonína Moravca oraz Accademia Musicale Chigiana u Piero Farulliego. Artystka od 1993 roku jest członkinią kwartetu DAFO. Od 1996 do 2002 roku była asystentką w Katedrze Wiolonczeli i Kontrabasu w Akademii Muzycznej w Krakowie, później pełniła tam funkcję adiunkta. Od 2012 roku udziela się jedynie w Katedrze Kameralistyki.

## Nagrody i wyróżnienia
- Międzynarodowy Konkurs Muzyki XX i XXI wieku im. Valentina Bucchiego w Rzymie – III nagroda (2002)

### Z Kwartetem DAFO
- na Konkursie Kameralnym im. Kiejstuta Bacewicza w Łodzi – I nagroda i nagroda specjalna (1995)
- Fryderyki 1999 – Muzyka współczesna
- Fryderyki 2002 – Muzyka współczesna
- Międzynarodowy Konkurs Muzyki XX i XXI wieku im. Valentina Bucchiego w Rzymie – I nagroda (1995)
- Międzynarodowy Konkurs Współczesnej Muzyki Kameralnej im. Krzysztofa Pendereckiego w Krakowie – I nagroda (1997)
- Międzynarodowy Konkurs Muzyki Kameralnej im. Gaetano Zinettiego w Sanguinetto – III nagroda (1999)